# Sant'Antimo
Sant'Antimo là một đô thị ở tỉnh Napoli ở vùng Campania, cách khoảng 13 km về phía bắc của Napoli. Tại thời điểm ngày 31 tháng 12 năm 2004, đô thị này có dân số 31.285 người và diện tích là 5,84 km². 
Sant'Antimo giáp các đô thị: Aversa, Casandrino, Cesa, Giugliano in Campania, Grumo Nevano, Melito di Napoli, Sant'Arpino.